# Venkatagiri (ciutat)
Venkatagiri és una ciutat de cens (census town) assimilada a municipalitat al districte de Nellore a Andhra Pradesh. És capital d'un mandal i està situada a 13° 58′ 00″ N, 79° 35′ 00″ E / 13.9667°N,79.5833°E. Consta al cens del 2001 amb una població de 48.341 habitants. La població el 1901 era de 13.302 habitants. Fou l'antiga capital del zamindari de Venkatagiri i del tahsil del mateix nom.
Al la segona meitat del segle xviii el raja fou aliat als britànics i Haidar Ali en revenja va destruir la ciutat. Després de l'establiment del domini britànics (1799) el raja fou restablert per sanad de 1802 i la ciutat fou reconstruïda.